# Allium gypsaceum
Allium gypsaceum — вид рослин з родини амарилісових (Amaryllidaceae); поширений в Узбекистані, Туркменістані й Таджикистані.

## Опис
Стебла висотою 20 см. Зонтики густі квіткові. Квітки вузько-чашкоподібні, солом'яного кольору з помітними яскраво пурпуровими серединними жилками й краями.

## Поширення
Поширений в Узбекистані, Туркменістані й Таджикистані.